# Büchen
Büchen là một đô thị thuộc huyện Lauenburg, trong bang Schleswig-Holstein, nước Đức. Đô thị Büchen có diện tích 16,85 km², dân số thời điểm 31 tháng 12 năm 2006 là 5483 người. Đô thị này tọa lạc bên Elbe-Lübeck Canal, khoảng 13 km về phía đông bắc của Lauenburg/Elbe, và 45 km về phía đông của Hamburg.
Büchen là thủ phủ của Amt ("đô thị chung") Büchen.